# Faces of War
Faces of War é um jogo eletrônico de estratégia em tempo real produzido pelas empresas 1C Company (Rússia), Best Way (Estados Unidos) e Ubisoft (França). Foi lançado em 8 de Setembro de 2006 na Rússia, em 12 de Setembro de 2006 nos Estados Unidos e em 15 de Setembro de 2006 foi lançado no resto da Europa.